# Algerischer Strom
Der Algerische Strom ist die dominierende Oberflächenströmung im westlichen Mittelmeer. Er fließt entlang der nordafrikanischen Küste von West nach Ost.
Der Strom entsteht etwa 150 Kilometer östlich der Straße von Gibraltar aus dem Wasser, das aus dem Atlantik durch die Straße von Gibraltar in das Mittelmeer fließt. Die ersten 150 Kilometer besteht das gesamte Oberflächenwasser aus Atlantikwasser, an dieser Stelle trennt eine ozeanische Front, die Almería-Oran-Front, Atlantikwasser und Mittelmeerwasser. Das Atlantikwasser fließt als algerischer Strom dann entlang der nordafrikanischen Küste nach Osten. Der Strom hat über etwa 300 Kilometer eine Breite von unter 30 Kilometer und transportiert mit einer Durchschnittsgeschwindigkeit von etwa 0,4 m/s etwa 0,5 Sverdrup. An der Grenze zwischen westlichem und östlichem Mittelmeer spaltet sich der Strom auf, wobei der kleinere Teil nach Norden ins Tyrrhenische Meer fließt, der größere Teil als Ionisch-Atlantischer-Strom weiter nach Osten ins Mittelmeer.
Der Strom bringt mit dem Atlantikwasser vergleichsweise kaltes und süßes Wasser in das Meer. Er ist im Vergleich zu anderen großen Meeresströmungen verhältnismäßig instabil und mäandriert. An seiner Südseite bilden sich etwa 50 bis 100 Kilometer breite Wirbel, die langsam im Uhrzeigersinn rotieren, sich von West nach Ost ausdehnen und dabei weiter vom algerischen Strom wegdriften.